# NGC 1298
NGC 1298 je galaksija u zviježđu Eridan.

## Vanjske poveznice
- SEDS: NGC 1298